# Филип Дамјановић
Филип Дамјановић (Београд, 2. јул 1998) српски је фудбалер који тренутно наступа за Коњаспор.

## Каријера
Услед игара у дресу омладинског састава, Дамјановић је прикључен првој екипи Вождовца. С клубом је 2016. потписао уговор у трајању од три године. Лета 2017. је отишао на позајмицу у ИМТ. Наредне године је претрпео повреду менискуса и предњих укрштених лигамената због чега је подрвгнут операцији. После опоравка од повреде поново је прослеђен ИМТ-у. У том клубу наставио је да игра до краја 2021. Почетком следеће календарске године вратио се у матични Вождовац и потписао двогодишњи уговор. У екипи се надаље усталио. Селектор Драган Стојковић позвао га је у састав сениорске репрезентације за пријатељску утакмицу са екипом Сједињених Америчких Држава у јануару 2023. У јануару 2024. прешао је у Коњаспор с којим је потписао двоипогодишњи уговор. Задужио је дрес с бројем 33.

## Трофеји и награде
ИМТ
- Српска лига Београд: 2019/20.[17]
- Куп Београда : 2020.[18]